# Ománi labdarúgó-szövetség
Ománi labdarúgó-szövetség (Arabul: الاتحاد العُماني لكرة القدم, magyaros átírásban: Ittihád al-Umáni li-Kurat al-Kadam).

## Történelme
1978-ban alapították. A Nemzetközi Labdarúgó-szövetségnek (FIFA) 1980-tól tagja. 
1979-től az Ázsiai Labdarúgó-szövetségnek (AFC) tagja. Fő feladata a nemzetközi kapcsolatokon kívül, a  Ománi labdarúgó-válogatott férfi és női ágának, a korosztályos válogatottak illetve a nemzeti bajnokság szervezése, irányítása. A működést biztosító bizottságai közül a Játékvezető Bizottság (JB) felelős a játékvezetők utánpótlásáért, elméleti (teszt) és cooper (fizikai) képzéséért.

## Elnökök
- Sayyid Khalid Hamad Al-Busaidi